# (18851) Winmesser
(18851) Winmesser (1999 RP84) – planetoida z grupy pasa głównego asteroid okrążająca Słońce w ciągu 3,67 lat w średniej odległości 2,38 j.a. Odkryta 7 września 1999 roku.